# Betriebsmittelzeit

Diagramm: Gliederung der Betriebmittelzeit nach REFA

Die Betriebsmittelzeit ist die Summe aller Sollzeiten eines Betriebsmittel bei der Ausführung eines Auftrags. Bezieht man die Betriebsmittelzeit auf einen Arbeitszyklus, so spricht man von der Betriebsmittelgrundzeit ({\displaystyle t_{gB}}). Die Betriebsmittelgrundzeit berechnet sich wiederum aus
{\displaystyle t_{h}} der Hauptnutzungszeit (oder Hauptzeit)
{\displaystyle t_{n}} der Nebennutzungszeit
{\displaystyle t_{b}} der Brachzeit
{\displaystyle t_{gB}=t_{h}+t_{n}+t_{b}}.
| Nutzung         | Hauptnutzung | Begründung |
| --------------- | --- | --- |
| Flansch stanzen | Die Zeit, in der der Presshub der Stanzmaschine den Stempel auf dem Werkstück aufsetzt und bis zum Durchpressen des Stanzbutzens durch das Werkstück | Stanzen ist definiert als ein Scherprozess eines Werkzeugstempels durch eine Matrize. Nur diese Zeit wird als Hauptzeit betrachtet. |
| Boden kehren    | Die Zeit, die ein Besen mit Kehren verbringt, also nur, wenn Staub in die gewünschte Richtung bewegt wird.                                           | Nur wenn sich Staub in die gewünschte Richtung bewegt wird der Zweck erreicht.                                                      |
| Blech walzen    | Die gesamte Zeit, in der Blech zwischen den Walzrollen hindurchläuft                                                                                 | Bei kontinuierlichen Prozessen ist die Hauptzeit der größte Anteil der Nutzung                                                      |

Die Nebennutzungszeit ist die Bezeichnung für die notwendigen Zeitanteile, die aber nicht die geplante Funktion ausführen.
| Nutzung         | Nebennutzung | Begründung |
| --------------- | --- | --- |
| Flansch stanzen | Die Zeit, die der Pressstempel nach durchstechen des Werkstücks bis zum unteren Totpunkt nach unten fährt, die Hubzeit, bis der Stempel wieder den oberen Totpunkt erreicht, die Zeit zum Entnehmen des gestanzten Flansches und das Einlegen eines ungestanzten Rohlings, Betätigen des Startschalters und die Bewegung des Stempels bis zum Aufsetzen auf dem Werkstück. | ...also der größte Teil der Nutzungszeit. |
| Boden kehren    | Die Zeit, in der der Besen in eine Position gebracht wird, um seine Funktion erfüllen zu können; also alle Drehungen und Rückwärtsbewegungen. | Da der Besen wieder in eine Position gebracht werden muss, in der er seine Funktion erfüllen kann, ist es unvermeidlich, diese Bewegungen auszuführen, aber der Zweck der Übung wird nicht durch diese Bewegungen erreicht. |
| Blech walzen    | Die Walzstraße beim Rüsten, während Reparaturen und Wartungen. | Kontinuierliche Prozesse haben selten Nebenzeiten im Prozess. Alle Ausfallzeiten, die geplant oder ungeplant zum Betrieb aufgewendet werden, zählen aber zu den Nebenzeiten.                                                |

Die Brachzeiten sind all die Zeitabschnitte, während derer das Betriebsmittel aus irgendwelchen Gründen – Materialmangel, Auftragsmangel oder fehlender Arbeitsperson – nicht genutzt wird; wenn also der Besen in der Ecke steht, weil der Boden sauber ist (Materialmangel), niemand eine Anweisung zum Kehren gab (Auftragsmangel) oder der Bediener eine Pause hat (fehlende Arbeitsperson).